# Rhaphuma disconotata
Rhaphuma disconotata là một loài bọ cánh cứng trong họ Cerambycidae.